# William Hesmer
William „Will“ Hesmer (* 23. November 1981 in Wilson, North Carolina) ist ein ehemaliger US-amerikanischer Fußballtorwart.

## Karriere
Er begann seine Karriere in der Jugend bei den Demon Deacons der Wake Forest University und spielte dort bis zu einem Alter von 22 Jahren. Danach wurde er von Kansas City Wiz gedraftet, wo er jedoch erst einmal nicht zum Einsatz kam. Per Leihe ging es direkt weiter zu den Richmond Kickers, bereits einen Monat später, genauer zum April 2004 hin wurde Leihe jedoch wieder beendet. Bei Kansas City, kam er dann mehrere Jahre lang gar nicht zum Einsatz. Erst fast zum Ende seiner Zeit bei dem Franchise stand er am 10. Juni 2006 erstmals bei einem 1:0-Sieg über Columbus Crew über die vollen 90 Minuten zwischen den Pfosten. In der laufenden Saison 2006 kamen dann noch zwei weitere Einsätze hinzu, welche jedoch beide verloren wurden.
Beim MLS Expansion Draft 2006 wurde er vom kanadischen Toronto FC gezogen. Diesem gehörte er jedoch nur ein paar wenige Stunden an und schloss sich daraufhin der Columbus Crew an. Ab dem zweiten Drittel der Saison 2007 gelang es ihm dann sich als Stammkeeper in der Mannschaft festzusetzen. Bei diesem Franchise verbrachte er nun die längste Zeit in seiner Karriere. Mit seinem Team erreichte er sowohl das Supporters’ Shield als auch den Gewinn des MLS Cup in der Saison 2008. Der Gewinn des Supporters’ Shield sollte dann nochmal in der Folgesaison gelingen. So gelang es ihm auch mit seiner Mannschaft an der CONCACAF Champions League 2009/10 teilzunehmen wo es bis zum Viertelfinale reichen sollte. Bedingt durch eine Knöchelverletzung sowie einigen anderen Verletzungen, wurde ihm ein Vertrag für die Saison 2013 verwehrt. Beim Re-Entry Draft wurde er dann von LA Galaxy auserwählt.
Aus diesem Pick wurde jedoch nichts, weil er nie einen Vertrag unterzeichnete, da er sich dazu entschied seine Karriere zu beenden. Nach dem Ende seiner eigentlichen Karriere, stand er noch einmal für ein einziges Spiel für die Carolina RailHawks im Kader einer Partie im US Open Cup.